# Cratere Hirayama
Hirayama è un grande cratere lunare di 145,21 km situato nella parte sud-occidentale della faccia nascosta della Luna.
Il cratere è dedicato agli astronomi giapponesi Kiyotsugu Hirayama e Shin Hirayama.

## Crateri correlati
Alcuni crateri minori situati in prossimità di Hirayama sono convenzionalmente identificati, sulle mappe lunari, attraverso una lettera associata al nome.
| Hirayama | Coordinate           | Diametro (in km) |
| -------- | -------------------- | ---------------- |
| C        | 4°10′48″S 95°24′36″E | 23,23            |
| F        | 5°45′36″S 97°07′12″E | 35,21            |
| G        | 6°26′24″S 96°46′12″E | 18,04            |
| K        | 8°15′36″S 94°52′48″E | 38,13            |
| L        | 9°22′12″S 94°21′36″E | 23,09            |
| M        | 9°15′36″S 93°32′24″E | 28,54            |
| N        | 7°09′00″S 93°38′24″E | 16,39            |
| Q        | 7°57′00″S 91°15′36″E | 41,04            |
| S        | 6°28′12″S 92°20′24″E | 28,01            |
| T        | 6°25′12″S 91°31′48″E | 17,15            |
| Y        | 4°32′24″S 93°14′24″E | 48,89            |